# 辻坂茜
杉山 茜（すぎやま あかね、6月24日 - ）は、日本の女性声優。滋賀県彦根市出身。旧芸名は辻坂 茜（つじさか あかね）。
ラムズ準所属、リンクアーツ所属
を経て、2018年5月よりフリー。

## 略歴
- RAMS Professional Education4期生[3]。
- 2010年、『超!アニメ天国』内の1コーナー、絶叫マシンからアニメ情報をレポートする「アニメインパクト」にレギュラー出演[8]。
- 2011年、『AGC38』の坂尻桃花として活動する。同年9月1日、ラムズを退社[5]。
- 2014年、リンクアーツ所属[6]。
- 2018年、4月30日をもってリンクアーツ退社[7]。

## 出演
※太字は主演、またはメインキャラクター

### テレビアニメ
2010年
- 炬燵猫（ロダン）

### ゲーム
- アクエリアンエイジ オルタナティブ（水無瀬まひる）
- キノスワールド 〜パジャマの騎士〜（アンヌ、アーチャー）
- L@ve once（南戸、ほか）

### ソーシャルゲーム
- アタシのM（坂尻桃花）
- ガールフレンド（仮）（岸田稚慧[9]）

### 動画配信アニメ
- だめんず・うぉ〜か〜（ナナヨ、トモヨ、ほか、BeeTV）

### ラジオ
- 喜多村英梨のワンダリーRADIO SHOW（HiBiKi Radio Station：2010年3月31日 - 10月27日）※ コーナーアシスタント[10]
- サイキックラバーのアニソンRADIO（HiBiKi Radio Station：2010年5月3日 - 2011年6月27日）※ アシスタント
- 杉山茜アイデアスケッチ・ラジオ（HiBiKi Radio Station：2010年7月3日 - 8月7日）
- AGC38のえーじーしーラヂヲ（HiBiKi Radio Station：2011年2月22日 - 10月4日）
- AGC38 WebRadioStation（AGC38公式サイト、ニコニコ動画：2011年10月7日 - 2012年2月10日）

### WEB
- アニメ系専門通販サイト『ANIMON TV』
- AGC38卒業イベント〜未来に向けて38の鐘を鳴らそう〜（2013年5月31日）

### テレビ
- アニメ天国（2007年10月16日、Dream Factory The Debut）
- 超!アニメ天国（ナレーション、「アニメインパクト」コーナー、「Cho!Anime-tengoku News」コーナー）
- AGC38TV（坂尻桃花役）
  - 1回目（2011年8月8日 - 8月21日）
  - 2回目（2012年7月23日 - 8月5日）

### ドラマCD
- 新新宿駅企画課 あるぷすひろば（井川さくら）

### 舞台
- アテレコテレコ〜声だけ、仲良し〜（主演・野村マチ子）[4]

### イベント
- KANSAIアイドルGENKIフェスタ2010（2010年8月22日、なんでもアリーナ）
- Village Stones CD発売記念イベント（2010年10月3日、ラムズイベントホール）[11]
- コミックマーケット79（2010年12月31日、アニモンブースゲスト（坂尻桃花役）、東京国際展示場）
- ピイチクパアチク（2011年1月22日 - 1月23日、ライブパートゲスト（坂尻桃花役）、大阪 一心寺シアター倶楽）
- 痛ロードin FUJI SPEEDWAY Presents 痛ロードアイドル・声優ステージ公開オーデション（2011年2月11日、坂尻桃花役、新宿HOLIDAY）
- AGC38正式デビュー記者発表会（2011年5月25日、坂尻桃花役、渋谷WOMB）
- AGC38マンスリーイベント「HAPPY×HAPPY Party!!」（坂尻桃花役、ラムズホール）
  - 第1回（2011年5月29日）
  - 第2回（2011年6月26日）
  - 第3回（2011年7月31日）
  - 第4回（2011年8月28日）
  - 第6回（2011年10月30日）
  - 第7回（2011年11月27日）
- それって<もののぷ>だからね! 最終日イベント 2011年7月3日、坂尻桃花役、戦国メイドカフェ&バー『もののぷ』）
- 「それって♥だからね!」発売記念イベント 2011年7月16日、坂尻桃花役、AKIHABARAゲーマーズ本店）
- 吉祥寺アニメワンダーランド2011 むさしの-FM presents「吉祥寺まちなかLIVE〜アニメMix〜」（2011年10月2日、坂尻桃花役、コピス吉祥寺 ふれあいデッキこもれび）
- 吉祥寺アニメフェスティバル2012 むさしの-FM presents「吉祥寺まちなかLIVE〜アニメMix〜」（2012年3月10日、坂尻桃花役、コピス吉祥寺 吉祥空園sora）
- 「本日は、祭りです！」～わっしょーーーい☆～（2018年4月30日、高田馬場 Live Cafe mono）[12]

### その他
- AGC38（坂尻桃花）
- らくがきモンスター（朗読）
- 萌えトーク「一緒に声優になろう〜AGC38」（坂尻桃花）

## ディスコグラフィ
| 発売日   | CDタイトル                                                | 名義                                                           | 楽曲                           | タイアップ                  |
| 2010年   | 2010年                                                    | 2010年                                                         | 2010年                         | 2010年                      |
| -------- | --------------------------------------------------------- | -------------------------------------------------------------- | ------------------------------ | --------------------------- |
| 12月29日 | FOXTROT SPECEAL BEST（オムニバスミニアルバム・RAAH-0005） | 杉山茜                                                         | 「ハート♥ハッピー♥ハプニング」 | 『超!アニメ天国』挿入歌     |
| 12月29日 | FOXTROT SPECEAL BEST（オムニバスミニアルバム・RAAH-0005） | 杉山茜                                                         | 「ハラミさんのテーマ」         | 『アテレコテレコ』主題歌    |
| 2011年   |                                                           |                                                                |                                |                             |
| 7月15日  | それって♥だからね!（FTMC-0012）                           | AGC38                                                          | 「それって♥だからね!」         | 『AGC38』テーマソング       |
| 7月15日  | それって♥だからね!（FTMC-0012）                           | 篠山小春（平山笑美）、坂尻桃花（杉山茜）、有澤美鈴（古池由季） | 「For the Person」             | 『AGC38』キャラクターソング |
| 2013年   |                                                           |                                                                |                                | 『AGC38』キャラクターソング |
| 5月31日  | Code:C（AGCCD-0001）                                      | 坂尻桃花（杉山茜）                                             | 「Swim」                       | 『AGC38』キャラクターソング |